# Celina Di Santo
Celina Di Santo (Esteban Echeverría, 23 de febrero de 2000) es una jugadora argentina de hockey sobre césped que se desempeña como volante en Lomas Athletic Club y en las juveniles de «Las Leonas», habiendo ya participado en convocatorias con la Selección mayor.

## Carrera
Di Santo comenzó a jugar al hockey a los tres años. Cuando estaba en tercer grado de la escuela primaria, una maestra la vio y la recomendó al club al que hoy en día pertenece, Lomas Athletic Club.
A fines de 2015, le confirmaron que en 2016 iba a entrenar con los planteles de las selecciones mayores para conocer el alto rendimiento. 
Tras ganar el Campeonato Panamericano Juvenil 2018 en Guadalajara en la modalidad de hockey 5, torneo del que fue goleadora con 15 tantos, Di Santo fue confirmada para disputar los Juegos Olímpicos de la Juventud Buenos Aires 2018. Celina utilizó el dorsal número 5.
Para los juegos juveniles, fue elegida por la marca Powerade como una de las embajadoras durante el certamen. Desde 2017, es patrocinada por Nike.

## Vida personal
Tras terminar el colegio secundario en Euskal Echea Llavallol, Celina estudia la carrera de Licenciatura en Administración en la Universidad Argentina de la Empresa.